# Lo que te conté mientras te hacías la dormida
Lo que te conté mientras te hacías la dormida es el tercer álbum del grupo español La Oreja de Van Gogh coproducido por LODVG y Nigel Walker, mismo productor de El viaje de Copperpot. Salió a la venta el 28 de abril de 2003 y fue grabado entre diciembre de 2002 y marzo de 2003. Está compuesto por 14 temas y una pista adicional. El título del disco podría venir de la última canción, Historia de un sueño, donde se narra la historia de una madre fallecida, que visita a su hija en un sueño, incluyendo la balada "Tú y yo", el murguero "Geografía", y el pop electrónico "Bonustrack".
El álbum arranca con Puedes contar conmigo, un primer sencillo que engancha y recuerda a La Oreja del trabajo anterior, este es el disco más vendido de LODVG en Iberoamérica.
El extenso título de este álbum, Lo que te conté mientras te hacías la dormida, dice mucho; en la tercera entrega de la banda cabe todo. Con el amor en todas sus vertientes como fondo y el pop como forma en cada uno de sus temas, por las canciones de este disco se tropiezan el amor con el desamor, el pasado con el presente y el futuro, los encuentros con las despedidas, los sueños soñados con los cumplidos.
De los quince cortes, Deseos de cosas imposibles, Un mundo mejor, Adiós (primera perspectiva de la historia que continuará en Guapa) y el primer sencillo son los que más se asemejan a La Oreja de los discos anteriores. 20 de enero, Tú y yo, La esperanza debida, Geografía, Vestido azul, La paz de tus ojos, Historia de un sueño y, sobre todo, Bonustrack, absolutamente electrónico, hacen de este disco, un álbum ecléctico de melodías y ritmos completamente diferentes.
Como en sus anteriores discos, LODVG sigue contando historias cotidianas a ritmo vertiginoso y destacando la voz de Amaia, que, en este álbum, crece en temas como Rosas, Nadie como tú o Perdóname. Lo que te conté mientras te hacías la dormida, todo un cruce de emociones donde las metáforas brillan, es, sobre todo, una nueva entrega de pop con mensaje.
Algunas de las inéditas de este disco son Flash y Coronel, que en último momento fueron descartadas del disco, la primera porque no se llegó a terminar a tiempo, y la segunda tal vez por tocar un tema tan difícil como lo es la guerra.
"Lo que te conté…" se ha mantenido firme entre los más vendidos en mercados como México, EE. UU. (Álbumes de Pop Latino), Uruguay, Argentina, Colombia, Chile y Costa Rica. En México ha sido Top 1, en Uruguay y Argentina Top 3 y en EE. UU., Top 1. Hasta junio de 2013, vendió 88.000 copias en Chile, donde se convirtió en el álbum más vendido del siglo XXI en formato físico.

## Lista de canciones
| N.º | Título                       | Música                                         | Escritor(es)                    | Duración |  |
| 1.  | «Puedes contar conmigo»      | Amaia Montero                                  | Amaia Montero                   | 3:56     |  |
| 2.  | «20 de enero»                | Amaia Montero y Xabi San Martín                | Amaia Montero y Xabi San Martín | 3:43     |  |
| 3.  | «Rosas»                      | Xabi San Martín                                | Xabi San Martín                 | 3:56     |  |
| 4.  | «Deseos de cosas imposibles» | Xabi San Martín                                | Xabi San Martín                 | 3:08     |  |
| 5.  | «Geografía»                  | Xabi San Martín                                | Xabi San Martín                 | 3:17     |  |
| 6.  | «Un mundo mejor»             | Amaia Montero y Xabi San Martín                | Pablo Benegas                   | 3:38     |  |
| 7.  | «Tú y yo»                    | Amaia Montero, Xabi San Martín y Pablo Benegas | Pablo Benegas                   | 3:21     |  |
| 8.  | «La esperanza debida»        | Amaia Montero y Xabi San Martín                | Pablo Benegas                   | 4:05     |  |
| 9.  | «Vestido azul»               | Amaia Montero y Xabi San Martín                | Pablo Benegas                   | 3:10     |  |
| 10. | «Adiós»                      | Amaia Montero y Xabi San Martín                | Pablo Benegas                   | 3:47     |  |
| 11. | «Perdóname»                  | Amaia Montero y Xabi San Martín                | Pablo Benegas                   | 3:34     |  |
| 12. | «La paz de tus ojos»         | Amaia Montero y Xabi San Martín                | Pablo Benegas                   | 3:52     |  |
| 13. | «Nadie como tú»              | Amaia Montero                                  | Amaia Montero                   | 3:24     |  |
| 14. | «Historia de un sueño»       | Xabi San Martín                                | Xabi San Martín                 | 3:44     |  |
| 15. | «Bonustrack»                 | Pablo Benegas                                  | Pablo Benegas                   | 3:05     |  |

## París
A mediados de 2004 se lanzó en Francia lo que puede ser considerada la versión para dicho país de este álbum y fue titulado París, de este álbum solo se extrajo un sencillo que fue la canción homónima en versión francés-español acompañado de Pablo Villafranca. Ésta era la única canción modificada, el resto del álbum era una recopilación de temas entre el tercer álbum y El viaje de Copperpot.

### Lista de canciones
| N.º | Título                                                 | Música                                         | Escritor(es)                                   | Duración |  |
| 1.  | «Dernier Rendez-Vous (Paris) (Avec Pablo Villafranca)» | Amaia Montero y Xabi San Martín                | Pablo Benegas                                  | 3:46     |  |
| 2.  | «Puedes contar conmigo»                                | Amaia Montero                                  | Amaia Montero                                  | 3:56     |  |
| 3.  | «Cuídate»                                              | Amaia Montero, Xabi San Martín y Pablo Benegas | Xabi San Martín                                | 2:48     |  |
| 4.  | «La playa»                                             | Xabi San Martín                                | Xabi San Martín                                | 4:07     |  |
| 5.  | «Deseos de cosas imposibles»                           | Xabi San Martín                                | Xabi San Martín                                | 3:08     |  |
| 6.  | «Geografía»                                            | Xabi San Martín                                | Xabi San Martín                                | 3:17     |  |
| 7.  | «Rosas»                                                | Xabi San Martín                                | Xabi San Martín                                | 3:56     |  |
| 8.  | «Vestido azul»                                         | Amaia Monteroy Xabi San Martín                 | Pablo Benegas                                  | 3:10     |  |
| 9.  | «Un mundo mejor»                                       | Amaia Montero y Xabi San Martín                | Pablo Benegas                                  | 3:38     |  |
| 10. | «Nadie como tú»                                        | Amaia Montero                                  | Amaia Montero                                  | 3:24     |  |
| 11. | «Desde el Puerto»                                      | Amaia Montero, Xabi San Martín y Pablo Benegas | Amaia Montero, Xabi San Martín y Pablo Benegas | 3:35     |  |
| 12. | «La chica del gorro azul»                              | Amaia Montero y Xabi San Martín                | Pablo Benegas                                  | 3:35     |  |

## Singles
- 2003 Puedes contar conmigo
- 2003 20 de enero
- 2003 Rosas
- 2004 Deseos de cosas imposibles
- 2004 Vestido azul
- 2004 Geografía
- 2004 Historia de un sueño
- 2005 Bonustrack

## Certificaciones
| Territorio     | Organismo certificador                               | Certificación         | Ventas certificadas |
| -------------- | ---------------------------------------------------- | --------------------- | ------------------- |
| España         | PROMUSICAE                                           | x6 Platino + Diamante | + +600.000          |
| México         | AMPROFON                                             | Platino + Oro         | +225.000            |
| Estados Unidos | RIAA                                                 | x2 Platino            | +200.000            |
| Chile          | Federación Internacional de la Industria Fonográfica | x4 Platino            | +88.000             |
| Argentina      | CAPIF                                                | x4 Platino            | +160.000            |
| Colombia       | ASINCOL                                              | x2 Platino            | +80.000             |
| Ecuador        | Federación Internacional de la Industria Fonográfica | Platino               | +6.000              |
| Venezuela      | AVINPRO                                              | Oro                   | +10.000             |
| Costa Rica     | Federación Internacional de la Industria Fonográfica | Oro                   | +7.500              |
| Uruguay        | CUD                                                  | Oro                   | +4.000              |

## Posiciones en la lista PROMUSICAE
| Posición | 1 | 1 | 1 | 1 | 1 | 1 | 1 | 1 | 1 | 1 | 1 | 1 | 1 | 1 | 1 | 1 | 1 | 1 | 1 | 1 | 1 | 1 | 1 | 1 | 1 | 1 | 1 | 1 | 1 | 1 | 1 | 1 | 1 | 1 | 1 |

| Posición | 1 | 1 | 1 | 1 | 1 | 2 | 2 | 3 | 1 | 5 | 6 | 5 | 4 | 8 | 10 | 10 | 9 | 9 | 9 | 1 | 1 | 1 | 6 | 5 | 11 | 11 | 13 | 16 | 7 | 10 | 15 | 15 | 16 | 17 | 18 |

| Posición | 17 | 18 | 15 | 13 | 16 | 20 | 22 | 21 | 19 | 20 | 19 | 15 | 25 | 23 | 27 | 19 | 18 | 23 | 28 | 29 | 30 | 31 | 26 | 35 | 40 | 34 | 33 | 29 | 36 | 44 | 44 | 39 | 45 | 35 | 27 |

| Posición | 47 | 50 | 48 | 55 | 60 | 38 | 66 | 98 | 16 | 58 | 44 | 37 | 41 | 37 | 52 | 67 | 65 | 63 | 60 | 54 | 54 | 51 | 60 | 50 | 79 | 77 | 84 | 99 | 85 | 81 | 79 | 59 | 88 | 86 | 98 |